# NGC 1313
NGC 1313 (również PGC 12286) – galaktyka spiralna z poprzeczką (SBcd), znajdująca się w gwiazdozbiorze Sieci w odległości 15 milionów lat świetlnych od Ziemi. Została odkryta 27 września 1826 roku przez Jamesa Dunlopa. NGC 1313 rozciąga się na przestrzeni 50 000 lat świetlnych.

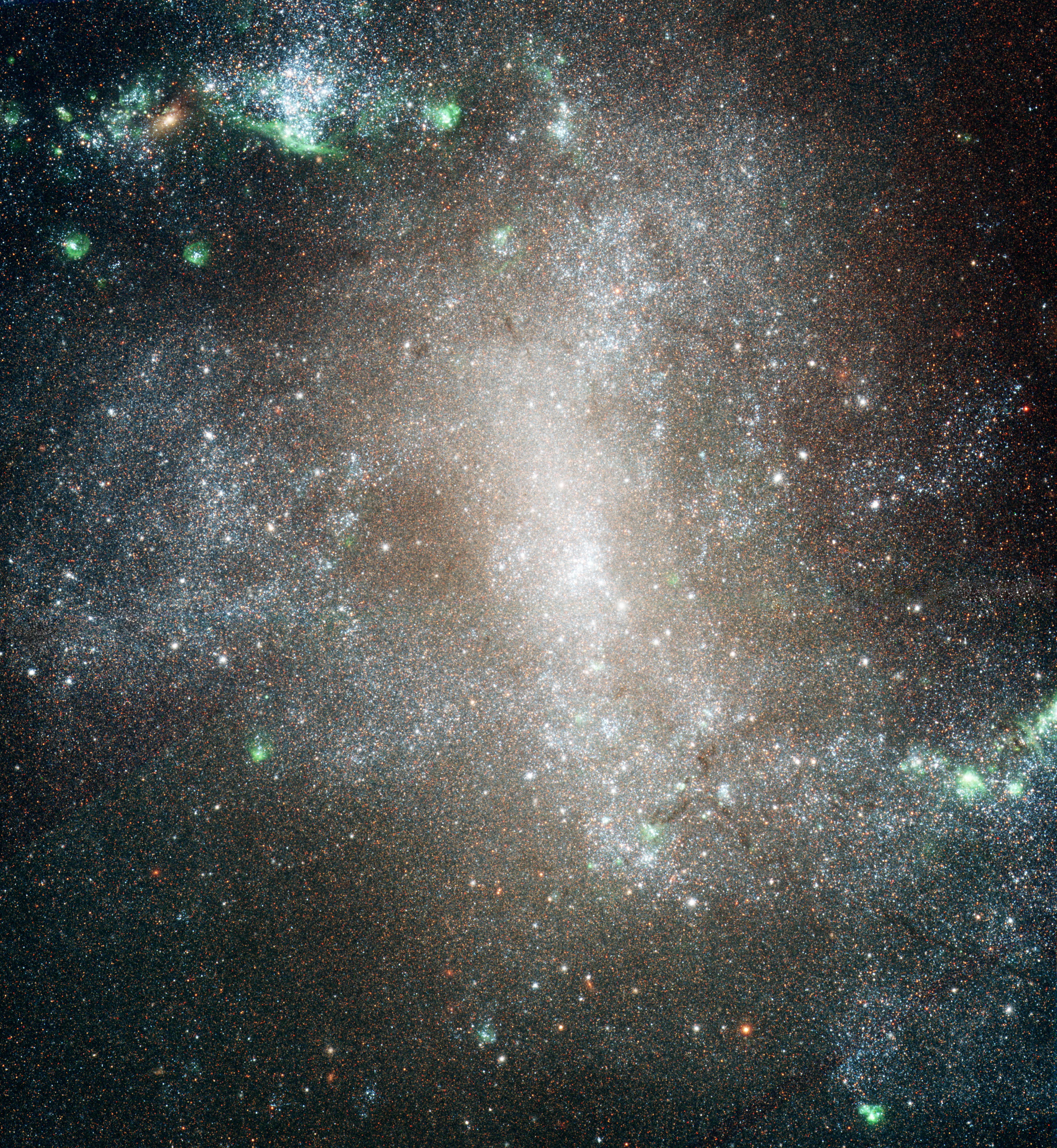
Centralna część galaktyki, zdjęcie z Teleskopu Hubble’a

NGC 1313 należy do galaktyk gwiazdotwórczych, w których zachodzi intensywny proces formowania nowych gwiazd. Oznakami jej nietypowości są nieregularne ramiona spiralne oraz fakt, że oś rotacji galaktyki nie przechodzi przez środek centralnej poprzeczki. Taki nietypowy wygląd często jest skutkiem kolizji galaktyk lub ich zbliżenia, jednak wydaje się, że NGC 1313 jest galaktyką samotną.
W galaktyce tej zaobserwowano dwie supernowe: SN 1962M i SN 1978K.